# Carrie Langston Hughes
Carolina Mercer Langston, née le 18 janvier 1873 et morte le 3 juin 1938, est une écrivaine et actrice américaine. Elle est la mère du poète, dramaturge et activiste Langston Hughes.

## Biographie

### Famille

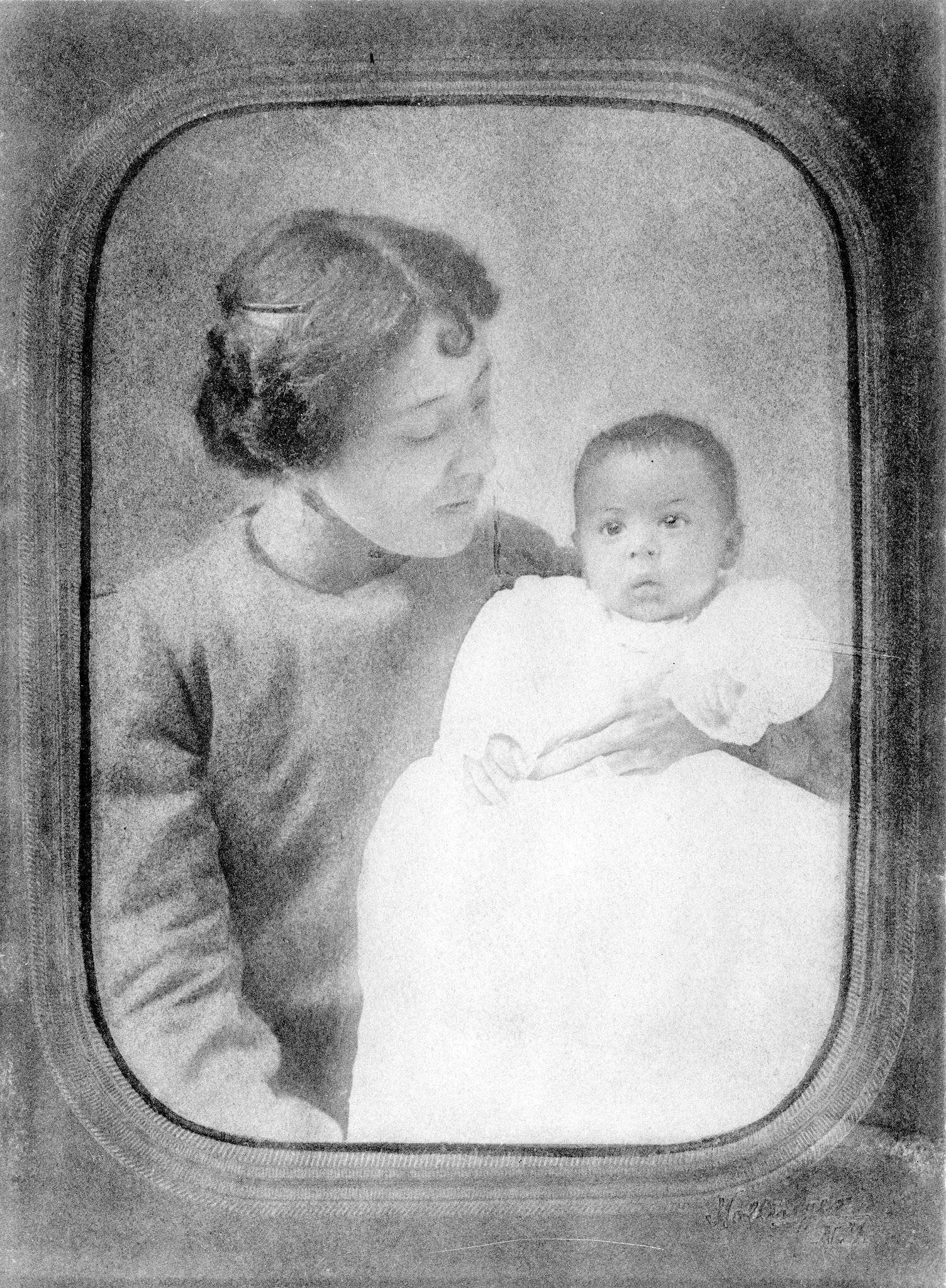
Carrie Langston avec son fils Langston Hughes en 1902.

Carolina (Carrie) Mercer Langston est la fille de Charles Langston et Mary Leary, l'une des premières femmes noires à fréquenter l'Oberlin College,.
Le père de Carrie Langston, Charles Howard Langston, est le fils d'un planteur prospère de Virginie et d'une esclave d'origine amérindienne et afro-américaine. Fervent abolitionniste et disciple de John Brown, il a également été rédacteur en chef adjoint du Historic Times, un journal de la communauté noire de Lawrence, président de la Colored Benevolent Society locale et grand maître de la Fraternité maçonnique noire de Lawrence.
L'oncle paternel de Carrie Langston, John Mercer Langston, est un membre du Congrès post-émancipation de Virginie qui a ensuite été ministre en Haïti et doyen de la Howard University School of Law (en).
Le premier époux de Mary Leary, Lewis Sheridan Leary, meurt en 1859 des suites de blessures subies en aidant John Brown lors du raid contre Harper's Ferry. Le linceul ensanglanté criblé de balles de Leary, envoyé à Mary Leary en signe de sa mort, deviendra un symbole familial important : le petit-fils Langston Hughes l'a placé dans un coffre-fort d'une banque de la Cinquième Avenue à New York en 1928.
Carrie Langston a un frère adoptif, Desalines (fils adoptif de Charles), une demi-sœur, Loise (fille de Mary et Lewis Sheridan Leary), et un frère, Nathaniel Turner Langston (prénommé d'après chef de la révolte des esclaves). Nathaniel Turner Langston est né en 1870 et meurt dans un accident dans une minoterie à l'âge de 27 ans.

## Action sociale et politique
À quinze ans, Carrie Mercer Langston est une « belle de la société noire » à Lawrence, dans le Kansas. À dix-huit ans, elle lit en public des articles qu'elle écrit et récite un poème original devant l'Inter-State Literary Society. Elle devient un élément central du St. Luke's Progressive Club de Lawrence et est élue « critique » par une société rivale de la deuxième église baptiste de Warren Street. En 1892, le journal The American Citizen (en) a surnommé Carrie Langston et trois autres personnes « les plus belles filles de couleur du Kansas ».
Elle écrit pour The Atchison Blade, un journal familial afro-américain publié à Atchison. En 1892, jeune femme noire célibataire, elle réfute ce qu’elle appelle « la notion masculine » selon laquelle les femmes se contentent de leur position dans la vie. Ses écrits sont influencés par son père et son soutien au référendum sur le suffrage du Kansas en 1867 (1867 Kansas suffrage referendum (en)). Ses paroles s'adressent aux hommes noirs du Midwest qui conservent des idées conservatrices sur la place des femmes dans la société. Elle encourage particulièrement les femmes noires à s'investir en politique, traite du sujet des femmes dans le journalisme, s'exprime dans des conventions de l'Église épiscopale méthodiste africaine, et est greffière adjointe dans un tribunal de district.

## Vie privée
Elle épouse en premières noces James Hughes, descendant de deux grands-pères blancs éminents du Kentucky et de deux grand-mères d'origine afro-américaine. Le couple se marie dans la clandestinité le 30 avril 1899 à Guthrie, Oklahoma sans que ni amis ni famille n'assistent à la cérémonie de mariage. Des rumeurs courent selon lesquelles Carrie Langston était enceinte avant leur mariage mais il est possible qu'elle soit tombée enceinte quelques jours après le mariage. Le couple part pour Joplin, Missouri, où James Hughes travaille comme sténographe ; Carrie fait alors une fausse couche.
De Joplin, le couple déménage à Buffalo, New York, avec l'intention de s'installer à Cuba. Carrie Langston Hughes apprend qu'elle est de nouveau enceinte et revient à Joplin. Cependant, James Hughes, cherchant à échapper à la ségrégation raciale aux États-Unis, part pour le Mexique, où il va passer la majeure partie de sa vie et vivre confortablement. Carrie donne naissance le 1er février 1902 à James Mercer Langston Hughes à Joplin. Quand Langston a cinq ans, sa mère l'emmène au Mexique pour rencontrer son père. C'est à ce moment que le Mexique est frappé par le tremblement de terre historique du 14 avril 1907. Cet événement incite Carrie à regagner les États-Unis avec son fils.
Carrie retourne à Lawrence et laisse son fils aux soins de sa mère (alors âgée d'environ soixante-dix ans) et s'installe à Topeka. Elle revient quelques mois plus tard chercher son fils, prévoyant de l'inscrire à la Harrison Street School de Topeka. Le directeur de l'école, Eli S. Foster, exige que Langston fréquente l'école de Washington pour enfants de couleur, plus éloignée. Carrie argue que son jeune fils ne peut pas parcourir cette distance quotidiennement, et décide de porter le cas devant le conseil scolaire de Topeka, procédure qu'elle remporte,. Mais avant la fin de l'année scolaire, Langston est de retour chez sa grand-mère à Lawrence. Près de cinquante ans plus tard, un procès fédéral concernant le même conseil scolaire aboutira à une décision de la Cour suprême mettant fin à la ségrégation scolaire aux États-Unis (en).
Carrie Langston Hughes s'est donnée différents noms tout au long de sa vie : Caroline Langston, Carolyn Hughes, Carolyn Hughes Clark parfois orthographié Clarke (faisant référence à son mariage avec Homer Clark après le divorce d'avec le père de Langston) et Carrie Clark ou Clarke. Elle a vécu dans de nombreux endroits avec ou sans son fils. En conséquence, Langston Hughes a été élevé en grande partie par la mère de Carrie Langston, Mary Leary, à Lawrence, sa mère lui rendant des visites occasionnelles. Le grand-père Charles Langston est mort en 1892, la grand-père Mary Leary meurt le 8 avril 1915.
La vie itinérante de Carrie Langston est motivée à la fois par la recherche d'emploi et par l'ennui. Son deuxième époux, Homer Clark, a un fils issu d'une relation précédente nommé Gwyn Shannon Clark (né le 24 septembre 1913) qui restera aux côtés de Carrie Langston le reste de sa vie.
En mars 1933, le souhait de Carrie Langston de devenir actrice est exaucé : elle apparaît à Broadway dans le rôle de Sister Susie May Hunt, dans la pièce de Hall Johnson, Run, Little Chillun.
James Nathaniel Hughes, le père de Langston Hughes, meurt le 22 octobre 1934 des complications de plusieurs accidents vasculaires cérébraux ; ni Carrie Langston ni Langston Hughes ne sont mentionnés dans son testament,.
Le 14 mai 1935, dans une lettre adressée à Langston Hughes, qui vivait alors au Mexique, Carrie Langston parle à son fils d'« une très grave tumeur du sang » sur son sein ; le 3 juin 1938, elle meurt d'un cancer du sein.
Carrie Langston est ami de la romancière et activiste Zora Neale Hurston.